# Danh sách CD của Trung tâm Asia
Trung tâm Asia đã sản xuất được 397 CD và hợp tác với các ca sĩ cùng phát hành các sản phẩm CD.

## CD do Trung tâm Asia sản xuất
| Mã ASIA CD | Tên CD                                                              | Ca sĩ                                                | Số bài hát | Năm phát hành |
| ---------- | ------------------------------------------------------------------- | ---------------------------------------------------- | ---------- | ------------- |
| 001        | Dạ Vũ                                                               | Nhiều ca sĩ                                          | 10         | 1988          |
| 002        | Rumba                                                               | Nhiều ca sĩ                                          | 10         | 1988          |
| 003        | Saxo                                                                | Thanh Lâm                                            | 10         | 1989          |
| 004        | Dạ Vũ                                                               | Nhiều ca sĩ                                          | 10         | 1989          |
| 005        | S.O.S. For Love                                                     | Nhiều ca sĩ                                          | 10         | 1989          |
| 006        | ChaCha - Bebop                                                      | Nhiều ca sĩ                                          | 10         | 1989          |
| 007        | Luyến Tiếc                                                          | Ngọc Lan, Kiều Nga, Minh Xuân                        | 10         | 1989          |
| 008        | Rumba Rumba                                                         | Nhiều ca sĩ                                          | 10         | 1989          |
| 009        | Asia Tết                                                            | Nhiều ca sĩ                                          | 10         | 1989          |
| 010        | Giòng Nước Mắt                                                      | Nhiều ca sĩ                                          | 10         | 1989          |
| 011        | Bay Đi Cánh Chim Biển                                               | Ngọc Lan, Kiều Nga, Như Mai                          | 10         | 1990          |
| 012        | Liên Tình khúc                                                      | Nhiều ca sĩ                                          | 10         | 1990          |
| 013        | Tuấn Vũ - Thiên Trang                                               | Tuấn Vũ, Thiên Trang                                 | 10         | 1990          |
| 014        | Niềm Mong Ước Của Anh                                               | Nhiều ca sĩ                                          | 10         | 1990          |
| 015        | Liên khúc Tình Yêu                                                  | Ngọc Lan, Trung Hành, Kiều Nga                       | 4          | 1990          |
| 016        | Liên khúc Tình Yêu 2                                                | Ngọc Lan, Kiều Nga, Ngọc Hương                       | 4          | 1990          |
| 017        | Liên khúc Tình Yêu Cuối Cùng                                        | Ngọc Lan, Trung Hành, Kiều Nga                       | 4          | 1990          |
| 018        | Tình Ca Sĩ                                                          | Ngọc Lan, Như Mai                                    | 10         | 1990          |
| 019        | Liên khúc Tiếng Mưa Đêm                                             | Nhiều ca sĩ                                          | 6          | 1991          |
| 020        | Rumba - ChaCha - Bebop                                              | Nhiều ca sĩ                                          | 10         | 1991          |
| 021        | Dù Tình Yêu Đã Mất                                                  | Nhiều ca sĩ                                          | 10         | 1991          |
| 022        | Je Suis Parti                                                       | Nhiều ca sĩ                                          | 10         | 1991          |
| 023        | Magic                                                               | Nhiều ca sĩ                                          | 10         | 1991          |
| 024        | Liên khúc Chiều một mình qua phố                                    | Nhiều ca sĩ                                          | 6          | 1991          |
| 025        | Liên khúc Cho Người Tình                                            | Sơn Tuyền, Tuấn Vũ, Thiên Trang                      | 4          | 1991          |
| 026        | Dạ Vũ                                                               | Nhiều ca sĩ                                          | 10         | 1991          |
| 027        | Khi Tình Đã Xa                                                      | Nhiều ca sĩ                                          | 10         | 1991          |
| 028        | Blue Sea                                                            | Trúc Hồ                                              | 6          | 1991          |
| 029        | Dạ Vũ - Rumba - ChaCha - Bebop                                      | Nhiều ca sĩ                                          | 10         | 1992          |
| 030        | ABBA                                                                | Ngọc Hương, Lê Toàn, Lê Trí                          | 10         | 1992          |
| 031        | Tướng Sĩ Tượng                                                      | AVT                                                  | 7          | 1992          |
| 032        | Dạ Vũ Xám                                                           | Nhiều ca sĩ                                          | 12         | 1992          |
| 033        | Liên khúc Tình Yêu Tuyệt Vời                                        | Trung Hành, Kiều Nga, Ngọc Hương                     | 4          | 1992          |
| 034        | Dạ Vũ Đen                                                           | Nhiều ca sĩ                                          | 10         | 1992          |
| 035        | Duy Quang - Billy Shane                                             | Duy Quang, Billy Shane                               | 14         | 1992          |
| 036        | Vũ Thành An - Những Bài Không Tên Tiếp Nối                          | Nhiều ca sĩ                                          | 10         | 1992          |
| 037        | New Wave                                                            | Nhiều ca sĩ                                          | 10         | 1992          |
| 038        | Saxo Tuyệt Vời                                                      | Hòa tấu Thanh Lâm                                    | 10         | 1992          |
| 039        | Tình khúc Đức Huy - Màu mắt nhung                                   | Nhiều ca sĩ                                          | 10         | 1992          |
| 040        | New Wave 2                                                          | Nhiều ca sĩ                                          | 10         | 1992          |
| 041        | The Best Of Dạ Vũ 1                                                 | Nhiều ca sĩ                                          | 10         | 1992          |
| 042        | Liên khúc Tình Xanh                                                 | Kenny Thái, Don Hồ, Lâm Thúy Vân                     | 4          | 1992          |
| 043        | The Best Of Dạ Vũ 2                                                 | Nhiều ca sĩ                                          | 10         | 1992          |
| 044        | AVT Hải Ngoại                                                       | AVT                                                  | 6          | 1992          |
| 045        | Mùa Xuân Yêu Em                                                     | Nhiều ca sĩ                                          | 10         | 1992          |
| 046        | Cơn Mưa Hạ                                                          | Trung Hành, Lâm Thúy Vân                             | 10         | 1992          |
| 047        | The Best Of Tango & Valse                                           | Nhiều ca sĩ                                          | 10         | 1993          |
| 048        | Saxo Tuyệt Vời                                                      | Hòa tấu Thanh Lâm                                    | 10         | 1993          |
| 049        | Asia Golden ChaChaCha Vol 1 - Vết thù trên lưng Ngựa hoang          | Nhiều ca sĩ                                          | 4          | 1993          |
| 050        | Đêm Sài Gòn In Las Vegas                                            | Nhiều ca sĩ                                          | 9          | 1993          |
| 051        | Tình Thu Mênh Mang                                                  | Nhiều ca sĩ                                          | 10         | 1993          |
| 052        | Dù Nắng Có Mong Manh                                                | Don Hồ, Lâm Thúy Vân                                 | 10         | 1993          |
| 053        | Một Ngày Không Có Anh                                               | Nhiều ca sĩ                                          | 10         | 1993          |
| 054        | Phố Biển                                                            | Nhiều ca sĩ                                          | 10         | 1993          |
| 055        | The Best Movie Soundtrack - Bão Tình                                | Nhiều ca sĩ                                          | 10         | 1993          |
| 056        | The Best Of Dạ Vũ 3                                                 | Nhiều ca sĩ                                          | 10         | 1993          |
| 057        | Một Mai Em Đi                                                       | Nhiều ca sĩ                                          | 10         | 1993          |
| 058        | Tình Hồng Rực Nắng Hè                                               | Nhiều ca sĩ                                          | 10         | 1993          |
| 059        | Chuyện Giàn Thiên Lý - Tình khúc Anh Bằng, Trần Thiện Thanh         | Nhiều ca sĩ                                          | 10         | 1994          |
| 060        | Holiday                                                             | Billy Shane, Barbara, Thúy Vi                        | 12         | 1994          |
| 061        | Hãy Đến Bên Chàng                                                   | Nhiều ca sĩ                                          | 10         | 1994          |
| 062        | Dòng Sông Kỷ Niệm                                                   | Lâm Thúy Vân                                         | 10         | 1994          |
| 063        | Những Nụ Hôn Đời                                                    | Tuấn Ngọc, Thúy Vi, Nhật Hạ, Julie                   | 10         | 1994          |
| 064        | Linh Hồn Tượng Đá - Trúc Hồ Và Bạn Hữu                              | Nhiều ca sĩ                                          | 10         | 1994          |
| 065        | Xót Xa                                                              | Mạnh Đình                                            | 10         | 1994          |
| 066        | The Best Of Dạ Vũ 4                                                 | Hạ Vy, Nini, Vina Uyển Mi, Lâm Anh                   | 10         | 1994          |
| 067        | Dân Ca Ba Miền                                                      | Mạnh Đình, Như Quỳnh, Sơn Tuyền, Ý Lan               | 10         | 1994          |
| 068        | Đoản Khúc Cuối Cho Em                                               | Don Hồ, Lâm Thúy Vân, Nini                           | 10         | 1994          |
| 069        | Cho Kỷ Niệm Mùa Đông                                                | Nhiều ca sĩ                                          | 10         | 1994          |
| 070        | Nhạc Tình Guitar - Tình Yêu Cô Đơn                                  | Nhiều ca sĩ                                          | 10         | 1994          |
| 071        | Mưa Tình Cuối Đông                                                  | Nhiều ca sĩ                                          | 10         | 1995          |
| 072        | Xa Người                                                            | Nhiều ca sĩ                                          | 10         | 1995          |
| 073        | Liên khúc Chiều Mưa 3                                               | Như Quỳnh, Mạnh Đình, Lâm Thúy Vân                   | 4          | 1995          |
| 074        | Chuyện Hoa Sim                                                      | Như Quỳnh                                            | 10         | 1995          |
| 075        | Tác Giả Tác phẩm                                                    | Nhiều ca sĩ                                          | 10         | 1995          |
| 076        | Giọt Mưa Thu                                                        | Nhiều ca sĩ                                          | 10         | 1995          |
| 077        | Trúc Đào                                                            | Mạnh Đình                                            | 10         | 1995          |
| 078        | Tình Ca 75 - 95 Chọn Lọc                                            | Nhiều ca sĩ                                          | 10         | 1995          |
| 079        | Rừng Chưa Thay Lá                                                   | Như Quỳnh                                            | 10         | 1995          |
| 080        | Khúc Thụy Du                                                        | Thùy Dương                                           | 10         | 1995          |
| 081        | Bài 20                                                              | Lâm Nhật Tiến, Gia Huy, Johnny Dũng, Nhật Quân       | 10         | 1995          |
| 082        | Gởi Người Một Niềm Vui                                              | Nhiều ca sĩ                                          | 10         | 1996          |
| 083        | Tiễn đưa                                                            | Nhiều ca sĩ                                          | 10         | 1996          |
| 084        | Chuyện Tình Hoa Trắng                                               | Như Quỳnh                                            | 10         | 1996          |
| 085        | The Best Of Dạ Vũ 5                                                 | Nhiều ca sĩ                                          | 10         | 1996          |
| 086        | Chuyện Giàn Thiên Lý 2                                              | Mạnh Đình                                            | 10         | 1996          |
| 087        | Một Ngày Việt Nam                                                   | Nhiều ca sĩ                                          | 10         | 1996          |
| 088        | Một Lần Nữa Thôi                                                    | Nhiều ca sĩ                                          | 10         | 1996          |
| 089        | Tình khúc Quê Hương                                                 | Nhiều ca sĩ                                          | 10         | 1996          |
| 090        | Tình Đầu Vẫn Khó Phai                                               | Lâm Thúy Vân                                         | 10         | 1996          |
| 091        | Đời Còn Cô Đơn                                                      | Như Quỳnh, Mạnh Đình, Duy Linh                       | 10         | 1996          |
| 092        | Music Dance                                                         | Shayla                                               | 10         | 1997          |
| 093        | Có Tin Vui Giữa Giờ Tuyệt Vọng                                      | Nhiều ca sĩ                                          | 10         | 1997          |
| 094        | Em Đã Quên Một Dòng Sông                                            | Lâm Nhật Tiến                                        | 10         | 1997          |
| 095        | Anh Vẫn Biết                                                        | Gia Huy                                              | 10         | 1997          |
| 096        | Tiểu Cô Nương                                                       | Mạnh Đình, Hoàng Oanh, Duy Khánh                     | 10         | 1997          |
| 097        | The Best Of Dạ Vũ 6                                                 | Nhiều ca sĩ                                          | 10         | 1997          |
| 098        | Nơi Ấy Bình Yên                                                     | Lâm Nhật Tiến, Lâm Thúy Vân, Loan Châu               | 10         | 1997          |
| 099        | Best Of ChaChaCha                                                   | Nhiều ca sĩ                                          | 10         | 1997          |
| 100        | Dĩ vãng Một Loài Hoa                                                | Yến Phương                                           | 10         | 1997          |
| 101        | Kỳ Diệu                                                             | Gia Huy, Thanh Trúc                                  | 10         | 1997          |
| 102        | Bên Em Là Biển Rộng                                                 | Nhiều ca sĩ                                          | 10         | 1997          |
| 103        | Xé Thư Tình                                                         | Mạnh Đình, Hoàng Oanh, Yến Phương, Thái Châu         | 10         | 1997          |
| 104        | Yêu Em Âm Thầm                                                      | Lâm Nhật Tiến                                        | 11         | 1997          |
| 105        | Đã Qua Thời Mong Chờ                                                | Lâm Thúy Vân                                         | 10         | 1998          |
| 106        | Days And Nights Of Missing You                                      | Shayla                                               | 10         | 1998          |
| 107        | Khi Chuyện Tình Đã Cuối                                             | Nhiều ca sĩ                                          | 10         | 1998          |
| 108        | Trả Lại Em Cay Đắng Mộng Vàng                                       | Duy Linh                                             | 10         | 1998          |
| 109        | Sài Gòn Vẫn Mãi Trong Tôi                                           | Nhiều ca sĩ                                          | 10         | 1998          |
| 110        | Tình Yêu Mắt Nai                                                    | Gia Huy                                              | 10         | 1998          |
| 111        | Đôi Bờ                                                              | Nhiều ca sĩ                                          | 10         | 1998          |
| 112        | Đỉnh Gió Hú                                                         | Nhiều ca sĩ                                          | 10         | 1998          |
| 113        | The Best Selection Of ChaChaCha, Bebop                              | Nhiều ca sĩ                                          | 4          | 1998          |
| 114        | The Best Of Rumba - Hãy Yêu Nhau Đi                                 | Nhiều ca sĩ                                          | 10         | 1998          |
| 115        | Những Mùa Thu Qua Trên Cuộc Tình Tôi                                | Nhiều ca sĩ                                          | 10         | 1998          |
| 116        | Tình Yêu Và Trái Đắng                                               | Nhiều ca sĩ                                          | 11         | 1998          |
| 117        | Người Yêu Lý Tưởng                                                  | Nhiều ca sĩ                                          | 10         | 1998          |
| 118        | Don't Know Why                                                      | Trish                                                | 10         | 1998          |
| 119        | The Best Of Dạ Vũ 7 - Giống Như Tôi                                 | Nhiều ca sĩ                                          | 10         | 1998          |
| 120        | Cám Ơn Anh                                                          | Nhiều ca sĩ                                          | 10         | 1998          |
| 121        | Làm Lại Từ Đầu                                                      | Lâm Nhật Tiến                                        | 11         | 1998          |
| 122        | Nói Đi Anh                                                          | Nhiều ca sĩ                                          | 10         | 1999          |
| 123        | Technowave Remix                                                    | Trish Thùy Trang, Shayla, Sỹ Đan                     | 4          | 1999          |
| 124        | Em Vẫn Mơ                                                           | Thanh Trúc                                           | 10         | 1999          |
| 125        | Lời Nói Yêu Đầu Tiên                                                | Nhiều ca sĩ                                          | 10         | 1999          |
| 126        | Điều Gì Đó                                                          | Lê Tâm                                               | 10         | 1999          |
| 127        | Đêm Buồn Tỉnh Lẻ                                                    | Nhiều ca sĩ                                          | 10         | 1999          |
| 128        | Nonstop ChaChaCha - Yêu Hết Con Tim                                 | Nhiều ca sĩ                                          | 10         | 1999          |
| 129        | The Best Of Chinese Melodies                                        | Lê Tâm, Lâm Thúy Vân, Lâm Nhật Tiến                  | 10         | 1999          |
| 130        | Secret Place                                                        | Trish Thùy Trang                                     | 2          | 1999          |
| 131        | The Best Of Dạ Vũ 8 - Kẻ Phụ Tình                                   | Nhiều ca sĩ                                          | 10         | 1999          |
| 132        | Funktify                                                            | Shayla                                               | 10         | 1999          |
| 133        | Từ Lúc Em ĐI                                                        | Nhiều ca sĩ                                          | 10         | 1999          |
| 134        | Trong Màn Đêm                                                       | Lâm Thúy Vân                                         | 10         | 1999          |
| 135        | The Best Of Asia Remix                                              | Nhiều ca sĩ                                          | 10         | 1999          |
| 136        | Gió Mưa Và Anh                                                      | Nhiều ca sĩ                                          | 10         | 2000          |
| 137        | Vùng Biển Vắng                                                      | Nhiều ca sĩ                                          | 10         | 2000          |
| 138        | Mưa Đêm Tỉnh Nhỏ                                                    | Nhiều ca sĩ                                          | 10         | 2000          |
| 139        | Tình Ca Trúc Hồ - Sẽ Hơn Bao Giờ Hết                                | Nhiều ca sĩ                                          | 12         | 2000          |
| 140        | Gởi Anh                                                             | Diệp Thanh Thanh, Gia Huy, Lâm Nhật Tiến, Như Quỳnh  | 10         | 2000          |
| 141        | Dòng Nhạc Trầm Tử Thiêng (2 CD)                                     | Nhiều ca sĩ                                          | 20         | 2000          |
| 142        | I'll Dream Of You                                                   | Trish Thùy Trang                                     | 12         | 2000          |
| 143        | Tôi Nhớ Tên Anh                                                     | Nhiều ca sĩ                                          | 10         | 2000          |
| 144        | Căn Nhà Ngoại Ô                                                     | Nhiều ca sĩ                                          | 10         | 2000          |
| 145        | Nước Mắt Mẹ Tôi                                                     | Nhiều ca sĩ                                          | 10         | 2000          |
| 146        | Will You Still                                                      | Nhiều ca sĩ                                          | 10         | 2000          |
| 147        | Trái Tim Sỏi Đá                                                     | Nhiều ca sĩ                                          | 10         | 2000          |
| 148        | Merry Christmas & Chúc Mừng Năm Mới (2 CD)                          | Nhiều ca sĩ                                          | 20         | 2000          |
| 149        | The Best Of Chinese Melodies 2                                      | Lâm Nhật Tiến, Lê Tâm, Shayla. Trish Thùy Trang      | 11         | 2000          |
| 150        | Tình Ca Trúc Sinh - Thà Rằng Anh Nói                                | Lâm Thúy Vân, Gia Huy, Thanh Trúc, Vũ Tuấn Đức       | 11         | 2000          |
| 151        | Đừng Hỏi Vì sao                                                     | Nhiều ca sĩ                                          | 10         | 2000          |
| 152        | Asia Number One Hits (2 CD)                                         | Nhiều ca sĩ                                          | 20         | 2001          |
| 153        | Anh Còn Nợ Em                                                       | Nhiều ca sĩ                                          | 10         | 2001          |
| 154        | Nhạc Hòa Tấu Hiện đại - Cyber Love                                  | Hòa tấu Duy Hạnh, Kelvin Khoa, Shayla                | 11         | 2001          |
| 155        | Căn Gác Lưu Đày (2 CD)                                              | Nhiều ca sĩ                                          | 21         | 2001          |
| 156        | Mãi Yêu Người Thôi                                                  | Lâm Nhật Tiến                                        | 10         | 2001          |
| 157        | Nếu Biết Trước                                                      | Nhiều ca sĩ                                          | 10         | 2001          |
| 158        | A Part Of You                                                       | Asia 4                                               | 12         | 2001          |
| 159        | The Best Of Trish - All My Favorite Songs                           | Trish Thùy Trang                                     | 20         | 2001          |
| 160        | Con Gái Nhà Lành                                                    | Diệp Thanh Thanh                                     | 10         | 2001          |
| 161        | 1982 - 1991 - Ngọc Lan Asia - Nắng Đã Tắt (3 CD)                    | Ngọc Lan                                             | 34         | 2001          |
| 162        | Merry Christmas                                                     | Trish Thùy Trang, Asia 4                             | 10         | 2001          |
| 163        | Chuyện Người Con Gái Áo Sen                                         | Trường Vũ, Bảo Tuấn, Mạnh Đình, Mạnh Quỳnh           | 10         | 2001          |
| 164        | Có Những Chuyện Tình Không Là Trăm Năm                              | Nhiều ca sĩ                                          | 10         | 2002          |
| 165        | Liên khúc Tình Yêu 4                                                | Lâm Nhật Tiến, Lâm Thúy Vân, Phương Nghi             | 4          | 2002          |
| 166        | The Best Of Chế Linh & Thanh Tuyền - Mai Lỡ Hai Mình Xa Nhau (2 CD) | Chế Linh, Thanh Tuyền                                | 18         | 2002          |
| 167        | Chiều Trong Tù (2 CD)                                               | Nhiều ca sĩ                                          | 24         | 2002          |
| 168        | Who I Am                                                            | Heart-2-Exist                                        | 12         | 2002          |
| 169        | Asia Golden ChaChaCha Vol 2 - Lần đầu nói dối                       | Hòa tấu                                              | 4          | 2002          |
| 170        | Hôn Môi Xa                                                          | Gia Huy                                              | 10         | 2002          |
| 171        | The Best Of Dạ Vũ 9                                                 | Nhiều ca sĩ                                          | 10         | 2002          |
| 172        | The Best Of Tuấn Ngọc - Và Tôi Cũng Yêu Em                          | Tuấn Ngọc                                            | 18         | 2002          |
| 173        | Những Kỷ Niệm Tình Yêu                                              | Nhiều ca sĩ                                          | 11         | 2002          |
| 174        | Siren                                                               | Trish Thùy Trang                                     | 12         | 2002          |
| 175        | Make Believe                                                        | Asia 4                                               | 2          | 2002          |
| 176        | Take Me To My Heart                                                 | Jacqueline Thụy Trâm                                 | 10         | 2002          |
| 177        | The Best Of Trúc Hồ - Giữa Hai Mùa Mưa Nắng (2 CD)                  | Lâm Nhật Tiến                                        | 22         | 2002          |
| 178        | We'll Fly Again                                                     | Nhiều ca sĩ                                          | 10         | 2002          |
| 179        | Như Anh Cần Em                                                      | Lâm Nhật Tiến, Lâm Thúy Vân, Thiên Kim               | 10         | 2002          |
| 180        | The Best Of Trường Vũ - Gặp nhau Làm Chi                            | Trường Vũ                                            | 13         | 2002          |
| 181        | Em Nghĩ Đến Anh                                                     | Thanh Trúc                                           | 12         | 2002          |
| 182        | Mong Người Phương Xa                                                | Philip Huy                                           | 12         | 2002          |
| 183        | The Last Promise                                                    | Asia 4                                               | 10         | 2002          |
| 184        | Liên khúc Chiều Mưa 4                                               | Lâm Thúy Vân, Trường Vũ, Mạnh Đình, Diệp Thanh Thanh | 4          | 2002          |
| 185        | Ly Rượu Mừng                                                        | Nhiều ca sĩ                                          | 11         | 2002          |
| 186        | Những Ca Khúc Mừng Xuân                                             | Nhiều ca sĩ                                          | 12         | 2002          |
| 187        | Thiên Đàng Đã Mất                                                   | Gia Huy                                              | 12         | 2002          |
| 188        | Top Hits 2 (2 CD)                                                   | Nhiều ca sĩ                                          | 20         | 2003          |
| 189        | Trái Tim Ăn Năn                                                     | Thiên Kim                                            | 10         | 2003          |
| 190        | The Best Of Sỹ Đan & Vũ Tuấn Đức - Nhớ Em Chiều Nay                 | Sỹ Đan, Vũ Tuấn Đức                                  | 11         | 2003          |
| 191        | Chúc Mừng Tuổi Mẹ                                                   | Nhiều ca sĩ                                          | 10         | 2003          |
| 192        | Tình Cha                                                            | Nhiều ca sĩ                                          | 10         | 2003          |
| 193        | Nhạc Hòa Tấu Vũ Thành An                                            | Hòa tấu Trúc Sinh                                    | 10         | 2003          |
| 194        | Asia Remix 2                                                        | Nhiều ca sĩ                                          | 10         | 2003          |
| 195        | Liên khúc Chinese Top Hits                                          | Lâm Nhật Tiến, Thiên Kim, Johnny Dũng, Hồ Ngọc Như   | 4          | 2003          |
| 196        | Mầu Nhiệm Tình Yêu                                                  | Nhiều ca sĩ                                          | 10         | 2003          |
| 197        | Liên khúc Thành phố Buồn                                            | Nhiều ca sĩ                                          | 10         | 2003          |
| 198        | Lang Thang Dưới Mưa                                                 | Nhiều ca sĩ                                          | 10         | 2004          |
| 199        | Những Ngày Tháng Không Tên                                          | Nhiều ca sĩ                                          | 10         | 2004          |
| 200        | Waiting For You                                                     | Dạ Nhật Yến, Jacqueline Thụy Trâm, Trish, Cardin     | 10         | 2004          |
| 201        | Tình khúc Thế giới                                                  | Nhiều ca sĩ                                          | 10         | 2004          |
| 202        | The Best Of Trish No.2                                              | Trish Thùy Trang                                     | 18         | 2004          |
| 203        | Đồi Thông Hai Mộ                                                    | Nhiều ca sĩ                                          | 11         | 2004          |
| 204        | Liên khúc Trái Tim                                                  | Nhiều ca sĩ                                          | 10         | 2004          |
| 205        | Dấu Chân Của Biển                                                   | Nhiều ca sĩ                                          | 10         | 2004          |
| 206        | Trái Tim Dại Khờ - Foolish Heart                                    | Cardin                                               | 11         | 2004          |
| 207        | Baby I Would                                                        | Ánh Minh, Thùy Hương                                 | 13         | 2004          |
| 208        | Viễn Du Mùa Xuân                                                    | Nhiều ca sĩ                                          | 10         | 2005          |
| 209        | Phận Gái Thuyền Quyên                                               | Nhiều ca sĩ                                          | 12         | 2005          |
| 210        | Giờ Đã Không Còn Nữa                                                | Nhiều ca sĩ                                          | 10         | 2005          |
| 211        | Ngỡ Như Tình Đã Quên Mình                                           | Thiên Kim                                            | 10         | 2005          |
| 212        | Mưa Ngoại Ô                                                         | Nhiều ca sĩ                                          | 9          | 2005          |
| 213        | Biển Sóng Tình Em                                                   | Nhiều ca sĩ                                          | 10         | 2005          |
| 214        | Không Bao Giờ Quên Anh                                              | Ngọc Huyền                                           | 4          | 2005          |
| 215        | Liên khúc Top Hits                                                  | Don Hồ, Thiên Kim, Sỹ Đan, Y Phương                  | 4          | 2005          |
| 216        | Tình khúc Phạm Khải Tuấn - Chỉ Có Riêng Em                          | Khải Tuấn, Minh Thông, Châu Tuấn                     | 10         | 2005          |
| 217        | Liên khúc Vì Đó Là Em                                               | Nhiều ca sĩ                                          | 10         | 2005          |
| 218        | Liên khúc Gõ Cửa                                                    | Nhiều ca sĩ                                          | 10         | 2006          |
| 219        | Liên khúc Chuyện Hoa Sim                                            | Tuấn Vũ, Ngọc Huyền, Băng Tâm                        | 4          | 2006          |
| 220        | Dòng Đời                                                            | Nguyên Khang                                         | 17         | 2006          |
| 221        | Tình khúc Thế giới - Những Bài Hát Hay Nhất Thế Kỷ                  | Nhiều ca sĩ                                          | 10         | 2006          |
| 222        | Tuyển Tập Trần Thiện Thanh 2 - Tình Thư Của Lính                    | Nhiều ca sĩ                                          | 10         | 2006          |
| 223        | Tuyển Tập Trần Thiện Thanh 1 - Người Ở Lại Charlie                  | Nhiều ca sĩ                                          | 11         | 2006          |
| 224        | Trăng Tàn Trên Hè Phố                                               | Nhiều ca sĩ                                          | 10         | 2006          |
| 225        | Tìm Nhau Trong Kỷ Niệm                                              | Đặng Thế Luân, Băng Tâm                              | 10         | 2006          |
| 226        | Golden Hits Love Song Vol.1 - Chuyện Hợp Tan                        | Nhiều ca sĩ                                          | 10         | 2006          |
| 227        | Golden Hits Love Song Vol.2 - Liên khúc Như Vạt Nắng                | Nhiều ca sĩ                                          | 10         | 2006          |
| 228        | Sẽ Mãi Mãi                                                          | Cardin                                               | 10         | 2006          |
| 229        | Nói Với Tôi Một Lần                                                 | Lâm Nhật Tiến                                        | 12         | 2006          |
| 230        | Men say tình ái                                                     | Ánh Minh, Thùy Hương                                 | 10         | 2006          |
| 231        | Em Hậu Phương Anh Tiền Tuyến                                        | Nhiều ca sĩ                                          | 10         | 2006          |
| 232        | Liên khúc Chuyện Giàn Thiên Lý                                      | Nhiều ca sĩ                                          | 11         | 2006          |
| 233        | Khóc Mẹ Đêm Mưa                                                     | Đặng Thế Luân                                        | 14         | 2006          |
| 234        | Khi Ta Xa Rời Nhau                                                  | Nhiều ca sĩ                                          | 10         | 2007          |
| 235        | Chuyện Tình Người Đan Áo                                            | Nhiều ca sĩ                                          | 9          | 2007          |
| 236        | Mẹ Yêu                                                              | Nhiều ca sĩ                                          | 13         | 2007          |
| 237        | Tình khúc Trúc Hồ - Tội Nghiệp Thân Anh                             | Nhiều ca sĩ                                          | 10         | 2007          |
| 238        | Tình khúc Trầm Tử Thiêng - Trộm Nhìn Nhau                           | Nhiều ca sĩ                                          | 11         | 2007          |
| 239        | Giọt Lệ Đài Trang                                                   | Tuấn Vũ, Kim Tiểu Long                               | 10         | 2007          |
| 240        | Sầu Đông                                                            | Nhiều ca sĩ                                          | 10         | 2007          |
| 241        | Chuyện Ba Mùa Mưa                                                   | Nhiều ca sĩ                                          | 10         | 2007          |
| 242        | Chinese Remix 3                                                     | Lâm Nhật Tiến, Lâm Thúy Vân, Lê Nguyên, Ánh Minh     | 4          | 2007          |
| 243        | Thôi Thế Thì Chia Tay                                               | Bảo Yến                                              | 11         | 2007          |
| 244        | Tình Ca Trúc Hồ - Tình Yêu Và Tình Người                            | Nhiều ca sĩ                                          | 14         | 2007          |
| 245        | Người Thương Binh                                                   | Đặng Thế Luân                                        | 12         | 2007          |
| 246        | Tâm Sự Với Em                                                       | Đặng Thế Luân, Băng Tâm                              | 11         | 2008          |
| 247        | Greatest Hits                                                       | Asia 4                                               | 11         | 2008          |
| 248        | Money Money                                                         | Nhiều ca sĩ                                          | 11         | 2008          |
| 249        | Anh Còn Yêu Em                                                      | Nhiều ca sĩ                                          | 10         | 2008          |
| 250        | Kẻ Ở Miền Xa                                                        | Nhiều ca sĩ                                          | 11         | 2008          |
| 251        | Thương Anh                                                          | Nhiều ca sĩ                                          | 10         | 2008          |
| 252        | Giọt Buồn Không Tên                                                 | Y Phụng                                              | 12         | 2008          |
| 253        | Anh Còn Nợ Em                                                       | Thiên Kim                                            | 11         | 2008          |
| 254        | The Best Of Ngọc Hạ - Suối Mơ                                       | Ngọc Hạ                                              | 10         | 2008          |
| 255        | The Best Of Tuấn Vũ - Kể Chuyện Trong Đêm                           | Tuấn Vũ                                              | 14         | 2008          |
| 256        | Một Thời Đã Xa                                                      | Lâm Thúy Vân, Đoàn Phi, Don Hồ                       | 11         | 2008          |
| 257        | Vầng Trăng Tình Yêu                                                 | Nhiều ca sĩ                                          | 10         | 2008          |
| 258        | Sương Lạnh Chiều Đông                                               | Nhiều ca sĩ                                          | 10         | 2008          |
| 259        | Câu Chuyện Tình Tôi                                                 | Nguyễn Hồng Nhung                                    | 13         | 2008          |
| 260        | Những Lời Này Cho Em                                                | Đan Nguyên                                           | 11         | 2008          |
| 261        | Những Kiếp Hoa Xuân                                                 | Nhiều ca sĩ                                          | 11         | 2008          |
| 262        | Tôi Chưa Có Mùa Xuân                                                | Nhiều ca sĩ                                          | 11         | 2008          |
| 263        | Chỉ Là Phù Du Thôi                                                  | Nhiều ca sĩ                                          | 11         | 2009          |
| 264        | Mưa Buồn                                                            | Như Quỳnh                                            | 10         | 2009          |
| 265        | Bắc Đẩu                                                             | Nhiều ca sĩ                                          | 10         | 2009          |
| 266        | Chuyện Tình Mộng Thường                                             | Nhiều ca sĩ                                          | 10         | 2009          |
| 267        | Giải Sáng Tác 2008                                                  | Nhiều ca sĩ                                          | 10         | 2009          |
| 268        | Tình Ca Anh Bằng 1 - Chuyện Hoa Ti-gôn                              | Nhiều ca sĩ                                          | 12         | 2009          |
| 269        | Tình Ca Anh Bằng 2 - Từ Thuở Yêu Em                                 | Nhiều ca sĩ                                          | 13         | 2009          |
| 270        | Ngày Cưới Em                                                        | Nhiều ca sĩ                                          | 12         | 2009          |
| 271        | Hai Trái Tim Vàng                                                   | Nhiều ca sĩ                                          | 12         | 2009          |
| 272        | The Best Of Nguyễn Hồng Nhung - Chủ Nhật Xám                        | Nguyễn Hồng Nhung                                    | 10         | 2009          |
| 273        | Whispers                                                            | Trish Thùy Trang                                     | 12         | 2009          |
| 274        | The Best Of Đan Nguyên & Y Phụng - Hãy Quên Anh                     | Đan Nguyên, Y Phụng                                  | 15         | 2009          |
| 275        | Tà Áo Đêm Noel                                                      | Nhiều ca sĩ                                          | 15         | 2009          |
| 276        | Thành phố Mưa Bay                                                   | Đan Nguyên                                           | 11         | 2010          |
| 277        | Liên khúc Đón Xuân                                                  | Nhiều ca sĩ                                          | 15         | 2010          |
| 278        | Nhật Ký Của Hai Đứa Mình                                            | Đặng Thế Luân                                        | 10         | 2010          |
| 279        | The Best Of Dạ Vũ Quốc tế                                           | Nhiều ca sĩ                                          | 10         | 2010          |
| 280        | Xin Thời Gian Ngừng Trôi                                            | Nhiều ca sĩ                                          | 10         | 2010          |
| 281        | Tân Cô Giao Duyên - Ngưu Lang Chức Nữ                               | Y Phụng                                              | 8          | 2010          |
| 282        | Liên khúc Phượng Hoàng                                              | Nhiều ca sĩ                                          | 10         | 2010          |
| 283        | Liên khúc Đêm Buồn Tỉnh Lẻ, Những đồi hoa sim                       | Nhiều ca sĩ                                          | 10         | 2010          |
| 284        | Nhẫn Cỏ Cho Em                                                      | Tường Nguyên, Tường Khuê                             | 10         | 2010          |
| 285        | Người Đên Như Cơn Mơ                                                | Quốc Khanh                                           | 11         | 2010          |
| 286        | Em Có Còn Yêu Anh                                                   | Lâm Nhật Tiến, Nguyễn Hồng Nhung                     | 10         | 2010          |
| 287        | Thiên Thần Tội Lỗi                                                  | Đoàn Phi                                             | 10         | 2010          |
| 288        | Em Là Tất Cả                                                        | Mai Thanh Sơn                                        | 10         | 2010          |
| 289        | Tuyệt Phẩm Hợp Ca Asia - Đáp Lời Sông Núi                           | Nhiều ca sĩ                                          | 14         | 2010          |
| 290        | Thuở Ấy Có Em                                                       | Nhiều ca sĩ                                          | 10         | 2010          |
| 291        | Áo Anh Sứt Chỉ Đường Tà                                             | Nhiều ca sĩ                                          | 10         | 2010          |
| 292        | Bão Tình                                                            | Hồ Hoàng Yến                                         | 10         | 2010          |
| 293        | Tuyết Lạnh                                                          | Đặng Thế Luân, Tâm Đoan                              | 10         | 2010          |
| 294        | Màu Xanh Noel - Giáng Sinh 2010                                     | Nhiều ca sĩ                                          | 14         | 2010          |
| 295        | Một Giây Phút Thôi                                                  | Lê Anh Quân                                          | 10         | 2010          |
| 296        | Nếu Xuân Này Em Lấy Chồng                                           | Nhiều ca sĩ                                          | 12         | 2010          |
| 297        | Ngày Nào Em Đi Lấy Chồng                                            | Nhiều ca sĩ                                          | 10         | 2010          |
| 298        | Chỉ Chừng Đó Thôi                                                   | Quốc Khanh                                           | 12         | 2011          |
| 299        | Giải Sáng Tác 2010                                                  | Nhiều ca sĩ                                          | 10         | 2011          |
| 300        | Anh Bằng - Dòng Nhạc Lưu Vong 1 - Lỡ Một Cuộc Tình Số 8             | Nhiều ca sĩ                                          | 13         | 2011          |
| 301        | Anh Bằng - Dòng Nhạc Lưu Vong 2 - Hẹn Người Kiếp Sau                | Nhiều ca sĩ                                          | 11         | 2011          |
| 302        | Sài Gòn Kỷ Niệm                                                     | Nhiều ca sĩ                                          | 11         | 2011          |
| 303        | Sài Gòn Về Miền Dĩ vãng                                             | Nhiều ca sĩ                                          | 12         | 2011          |
| 304        | Mưa                                                                 | Hà Thanh Xuân                                        | 10         | 2011          |
| 305        | Nụ Hôn Cuối                                                         | Mai Thanh Sơn                                        | 10         | 2011          |
| 306        | Hùng Ca Sử Việt - Trên Đầu Súng                                     | Nhiều ca sĩ                                          | 9          | 2011          |
| 307        | Hùng Ca Sử Việt - Thiên Thần Trong Bóng Tối                         | Nhiều ca sĩ                                          | 9          | 2011          |
| 308        | Tình Yêu Giáng Sinh                                                 | Nhiều ca sĩ                                          | 12         | 2011          |
| 309        | Lá Thư Trần Thế                                                     | Nhiều ca sĩ                                          | 12         | 2011          |
| 310        | The Best Of Nguyên Khang & Diễm Liên - Rong Rêu                     | Nguyên Khang, Diễm Liên                              | 15         | 2011          |
| 311        | Em Còn Nhớ Mùa Xuân                                                 | Nhiều ca sĩ                                          | 14         | 2011          |
| 312        | Mùa Xuân Đó Có Em                                                   | Nhiều ca sĩ                                          | 13         | 2011          |
| 313        | Việt Nam Tôi Đâu, Anh Là Ai                                         | Nhiều ca sĩ                                          | 10         | 2012          |
| 314        | Còn Nhớ Không Em                                                    | Nhiều ca sĩ                                          | 10         | 2012          |
| 315        | Phận Tơ Tằm                                                         | Hà Thanh Xuân                                        | 10         | 2012          |
| 316        | Thương Về Cố Đô                                                     | Tường Nguyên, Tường Khuê                             | 11         | 2012          |
| 317        | Định Mệnh                                                           | Philip Huy, Mỹ Huyền                                 | 12         | 2012          |
| 318        | The Best Of Hoàng Oanh - Chuyến Đò Vĩ Tuyến                         | Hoàng Oanh                                           | 14         | 2012          |
| 319        | Mắt Lệ Cho Người                                                    | Lê Anh Quân                                          | 10         | 2012          |
| 320        | The Best Of Vũ Khanh - Cô Láng Giềng                                | Vũ Khanh                                             | 14         | 2012          |
| 321        | Đường Về Quê Hương                                                  | Nhiều ca sĩ                                          | 10         | 2012          |
| 322        | The Best Of Lâm Nhật Tiến - Bên Kia Bờ Đại Dương                    | Lâm Nhật Tiến                                        | 14         | 2012          |
| 323        | The Best Of Như Quỳnh - Trên Đỉnh Mùa Đông                          | Như Quỳnh                                            | 12         | 2012          |
| 324        | Liên khúc Tuyệt Vời - Tình Ca Muôn Thuở                             | Nhiều ca sĩ                                          | 4          | 2012          |
| 325        | Giáng Sinh Kỷ Niệm                                                  | Nhiều ca sĩ                                          | 12         | 2012          |
| 326        | Giáng Sinh Họp Mặt                                                  | Nhiều ca sĩ                                          | 13         | 2012          |
| 327        | Triệu Con Tim - Songs For Our Country                               | Nhiều ca sĩ                                          | 11         | 2013          |
| 328        | Dòng Nhạc Anh Bằng - Trái Tim Ngoan                                 | Nguyên Khang                                         | 10         | 2013          |
| 329        | Xin Yêu Tôi Bằng Tình Người                                         | Huỳnh Phi Tiễn                                       | 10         | 2013          |
| 330        | The Best Of Hoàng Anh Thư                                           | Hoàng Anh Thư                                        | 10         | 2013          |
| 331        | Tình Yêu Và Trái Đắng                                               | Đoàn Phi                                             | 10         | 2013          |
| 332        | Người Mẹ Bán Nón - The Best Of Thanh Tuyền                          | Thanh Tuyền                                          | 13         | 2013          |
| 333        | Mẹ Tình Yêu                                                         | Nhiều ca sĩ                                          | 10         | 2013          |
| 334        | Giòng Nhạc Việt Dzũng & Nguyệt Ánh - Quân Lệnh Cuối Cùng            | Nhiều ca sĩ                                          | 9          | 2013          |
| 335        | Giòng Nhạc Việt Dzũng & Nguyệt Ánh - Những Đứa Con Của Mẹ           | Nhiều ca sĩ                                          | 9          | 2013          |
| 336        | Câu Kinh Tình Yêu                                                   | Nhiều ca sĩ                                          | 12         | 2013          |
| 337        | Cánh Phượng Hồng Thuở Xưa                                           | Đặng Thế Luân                                        | 10         | 2013          |
| 338        | The Best Of Đan Nguyên & Y Phụng 2 - Thiệp Hồng Anh Viết Tên Em     | Đan Nguyên, Y Phụng                                  | 15         | 2013          |
| 339        | Tình Yêu Sẽ Sống Mãi                                                | Quốc Khanh                                           | 14         | 2013          |
| 340        | Ảo Ảnh                                                              | Nhiều ca sĩ                                          | 10         | 2013          |
| 341        | Nhạt Nắng                                                           | Nhiều ca sĩ                                          | 10         | 2013          |
| 342        | Duyên Tình                                                          | Nhiều ca sĩ                                          | 10         | 2013          |
| 343        | Thiên Thần Mũ Đỏ                                                    | Nhiều ca sĩ                                          | 10         | 2013          |
| 344        | Mai Lỡ Hai Mình Xa Nhau                                             | Băng Tâm                                             | 14         | 2013          |
| 345        | Qua Ngõ Nhà Em                                                      | Hà Thanh Xuân                                        | 10         | 2013          |
| 346        | Xa Vắng                                                             | Thiên Kim                                            | 10         | 2013          |
| 347        | Người Lính Và Mùa Xuân - Ngày Xuân Thăm Nhau                        | Đan Nguyên                                           | 12         | 2013          |
| 348        | Dù Tình Yêu Đã Mất                                                  | Hồ Hoàng Yến                                         | 10         | 2013          |
| 349        | Hạnh Phúc Bên Người                                                 | Mai Thanh Sơn                                        | 16         | 2014          |
| 350        | Valentine Tình Yêu - Nhớ Người Yêu                                  | Nhiều ca sĩ                                          | 10         | 2014          |
| 351        | Nhớ Đêm Mưa Sài Gòn                                                 | Nhiều ca sĩ                                          | 10         | 2014          |
| 352        | Mùa Hè Tình Yêu                                                     | Nhiều ca sĩ                                          | 10         | 2014          |
| 353        | Con Đường Mang Tên Em                                               | Nhiều ca sĩ                                          | 12         | 2014          |
| 354        | Trên Bốn Vùng Chiến Thuật                                           | Nhiều ca sĩ                                          | 12         | 2014          |
| 355        | Giờ Anh Ra Đi                                                       | Nguyễn Hồng Nhung                                    | 11         | 2014          |
| 356        | Tàu đêm năm cũ                                                      | Hoàng Thục Linh                                      | 10         | 2014          |
| 357        | Cho Đến Cuối Cuộc Đời                                               | Nhiều ca sĩ                                          | 10         | 2014          |
| 358        | Asia Icons - Hình Tượng Âm nhạc - Mai Lệ Huyền                      | Nhiều ca sĩ                                          | 12         | 2014          |
| 359        | Biết Nói Gì Đây                                                     | Tuấn Vũ                                              | 10         | 2014          |
| 360        | Hòa Tấu Đàn Tranh 2 - Dòng Nhạc Trần Thiện Thanh                    | Hòa tấu Thiên Kim                                    | 10         | 2014          |
| 361        | The Best Of Christmas Songs                                         | Nhiều ca sĩ                                          | 14         | 2014          |
| 362        | Cuối Tuần Bên Anh                                                   | Hà Thanh Xuân                                        | 15         | 2015          |
| 363        | Về Đâu Mái Tóc Người Thương                                         | Nhiều ca sĩ                                          | 11         | 2015          |
| 364        | Tình Đẹp Như Mơ                                                     | Nhiều ca sĩ                                          | 10         | 2015          |
| 365        | Liên khúc Đón xuân này nhớ xuân xưa                                 | Nhiều ca sĩ                                          | 9          | 2015          |
| 366        | Liên khúc Đầu Xuân Lính Chúc                                        | Nhiều ca sĩ                                          | 9          | 2015          |
| 367        | Nhớ Tên Sài Gòn                                                     | Nhiều ca sĩ                                          | 10         | 2015          |
| 368        | Việt Nam Ơi                                                         | Nhiều ca sĩ                                          | 9          | 2015          |
| 369        | Liên khúc Phượng Hoàng 2                                            | Nhiều ca sĩ                                          | 9          | 2015          |
| 370        | Nhạc Tình - Nàng Áo Tím                                             | Đan Nguyên                                           | 10         | 2015          |
| 371        | Liên khúc Chọn Lọc                                                  | Nhiều ca sĩ                                          | 8          | 2015          |
| 372        | The Best Of Anh Bằng                                                | Nhiều ca sĩ                                          | 12         | 2015          |
| 373        | The Best Of Trúc Hồ                                                 | Nhiều ca sĩ                                          | 12         | 2015          |
| 374        | Thương Về Miền Trung                                                | Đan Nguyên                                           | 10         | 2015          |
| 375        | Khúc Nhạc Tình Quê                                                  | Nhiều ca sĩ                                          | 15         | 2015          |
| 376        | Một Trăm Phần Trăm                                                  | Nhiều ca sĩ                                          | 10         | 2015          |
| 377        | Liên khúc Anh Bằng & Lam Phương                                     | Nhiều ca sĩ                                          | 9          | 2016          |
| 378        | Dòng Nhạc Anh Bằng - Mai Tôi Đi                                     | Nhiều ca sĩ                                          | 11         | 2016          |
| 379        | Dòng Nhạc Lam Phương - Cho Em Quên Tuổi Ngọc                        | Nhiều ca sĩ                                          | 11         | 2016          |
| 380        | Đón Xuân                                                            | Nhiều ca sĩ                                          | 13         | 2016          |
| 381        | Câu Chuyện Đầu Năm                                                  | Nhiều ca sĩ                                          | 14         | 2016          |
| 382        | Sài Gòn                                                             | Nhiều ca sĩ                                          | 11         | 2016          |
| 383        | 24 Giờ Phép                                                         | Huỳnh Phi Tiễn                                       | 10         | 2016          |
| 384        |                                                                     |                                                      |            |               |
| 385        |                                                                     |                                                      |            |               |
| 386        |                                                                     |                                                      |            |               |
| 387        | Đã Đến Lúc                                                          | Nhiều ca sĩ                                          | 12         | 2016          |
| 388        | Mưa Trên Phố Huế                                                    | Nhiều ca sĩ                                          | 11         | 2016          |
| 389        | Xuân Đã Về                                                          | Nhiều ca sĩ                                          | 10         | 2016          |
| 390        | Tâm Tình Gửi Huế                                                    | Nhiều ca sĩ                                          | 11         | 2017          |
| 391        | Hận Tình                                                            | Nhiều ca sĩ                                          | 12         | 2017          |
| 392        | The Best Of Đặng Thế Luân - Sáu Tháng Quân Trường                   | Đặng Thế Luân                                        | 15         | 2017          |
| 393        | Tạ Tình                                                             | Y Phương                                             | 14         | 2017          |
| 394        | The Best Of Hoàng Oanh - Chuyến Đò Vĩ Tuyến 2                       | Hoàng Oanh                                           | 13         | 2018          |
| 395        | Tiếng Ca U Hoài                                                     | Thanh Thúy                                           | 12         | 2018          |
| 396        | Bao Giờ Biết Tương Tư                                               | Thùy Dương                                           | 10         | 2018          |
| 397        | Những Tình khúc Chọn Lọc                                            | Khánh Ly, Lệ Thu                                     | 11         | 2018          |

## CD hợp tác với Trung tâm Asia
ASIA Tình Ca 20 CD 1: Liên khúc Chiều Mưa - Ngọc Lan, Lưu Hồng, Huy Sinh (1990)
ASIA Tình Ca 20 CD 2: Đôi Bóng - Tuấn Vũ, Chế Linh, Thiên Trang (1992)
ASIA Tình Ca 20 CD 3: Nhạc Tình Cảm Hòa Tấu - Những đồi hoa sim (1994)
ASIA Tình Ca 20 CD 5: Liên khúc Chiều Mưa 2 - Như Mai, Kim Anh, Duy Quang (1991)
ASIA Tình Ca 20 CD 6: Ngày Đó Xa Rồi - Phương Dung (1993)
ASIA Tình Ca 20 CD: Phượng Hồng Phượng Tím (1994)
ASIA CDCS 04: Trish - Trish Thùy Trang (2005)
ASIA CDCS 05: Dạ Nhật Yến - Dạ Nhật Yến (2005)
ASIA CDCS 06: Nước Mắt Mùa Thu - Ngọc Hạ
ASIA CDCS 07: Trả Nợ Tình Xa - Y Phương
ASIA CDCS 08: Tình Đời - Thiên Kim
ASIA CDCS 09: Chương Trình Tân Cổ - Lá Trầu Xanh - Ngọc Huyền, Đặng Thế Luân
ASIA CDCS 10: Nguyên Khang Platinum - Ta Muốn Em Cùng Say - Nguyên Khang (2007)
ASIA CDCS 12: Dấu Yêu Ngày Nào - Lâm Thúy Vân
ASIA CDCS 13: Shades Of Blue - Trish Thùy Trang (2008)
ASIA CDCS 14: Từ Khi Biết Yêu Lần Đầu - Băng Tâm (2008)
ASIA CDCS 15: Dù Chỉ Một Lần Thôi - Thiên Kim
ASIA CDCS 16: Khóc Thầm - Băng Tâm, Đan Nguyên, Ngọc Huyền, Đặng Thế Luân (2008)
ASIA CDCS 17: Và Hôm Nay - Now I Know - Cardin (2008)
ASIA CDCS 18: Về Lại Đồi Sim - Như Quỳnh, Tường Nguyên, Tường Khuê (2008)
ASIA CDCS 19: Chiều Hạ Vàng - Bảo Yến (2008)
ASIA CDCS 20: Mơ Về Anh - Nguyễn Hồng Nhung (2008)
ASIA CDCS 21: Nửa Hồn Thương Đau - Y Phương
ASIA CDCS 22: Vẫn Mong Em Về - Quốc Khanh
ASIA CDCS 23: Nhạc Vàng 1 - Sầu Lẻ Bóng - Tâm Đoan
ASIA CDCS 24: Người Đàn Bà Đi Nhặt Mặt Trời - Thiên Kim (2010)
ASIA CDCS 25: Mưa - Y Phương
ASIA CDCS 26: Xin Làm Người Tình Cô Đơn - Đan Nguyên
ASIA CDCS 27: Liên khúc Mưa - Lâm Thúy Vẫn, Nguyễn Hồng Nhung, Quốc Khanh, Ánh Minh (2010)
ASIA CDCS 28: Take Control - Ánh Minh
ASIA CDCS 29: Trái Cấm Tình Yêu - Lâm Thúy Vân (2010)
ASIA CDCS 30: Một Lần Trong Đời - Nguyên Khang (2010)
ASIA CDCS 32: Mùa Đông Yêu Thương - Ánh Minh
ASIA CDCS 33: Nối Lại Tình Xưa - Ngọc Huyền, Đặng Thế Luân
ASIA CDCS 34: Giữ Mãi Tình Yêu - Liên khúc 5 Mùa - Nhiều ca sĩ
ASIA CDCS 35: Mơ Về Mẹ - Tường Nguyên (2011)
ASIA CDCS 36: Dường Như - Nguyễn Hồng Nhung (2011)
ASIA CDCS 37: Nhớ Mẹ - Quốc Khanh, Đan Nguyên (2011)
ASIA CDCS 38: Ngang Trái - Đặng Thế Luân (2011)
ASIA CDCS 39: Những Tình khúc Lê Đức Long - Vì Em (2012)
ASIA CDCS 40: Bảy Năm Mối Tình Câm - Lâm Thúy Vân (2012)
ASIA CDCS 41: Tình lỡ - Hồ Hoàng Yến (2012)
ASIA CDCS 42: Có Thế Thôi - Đan Nguyên (2012)
ASIA CDCS 43: Hòa Tấu Đàn Tranh - Dòng Nhạc Anh Bằng & Trúc Hồ - Thiên Kim (2012)
ASIA CDCS 44: Thánh Ca - Tình Chúa Cao Vời - Tâm Đoan (2012)
ASIA CDCS 45: Liên khúc Tình Yêu - Quốc Khanh, Đoàn Phi, Mai Thanh Sơn, Y Phương (2013)
ASIA CDCS 46: Giang Tử Tuyệt Phẩm Vol.1 - Giang Tử (2013)
ASIA CDCS 47: Dance - Nguyễn Hồng Nhung
ASIA CDCS 48: Duyên Kiếp - Tuấn Vũ, Phương Hồng Quế, Giang Tử (2013)
ASIA CDCS 49: The Best Of Ngọc Huyền - Chuyện Một Người Đi - Những Bài Hát Tuyệt Tác Của Nhạc Sĩ Trần Thiện Thanh - Ngọc Huyền
ASIA CDCS 50: Lối Xưa - Ngọc Đan Thanh
ASIA CDCS 51: Nuối Tiếc - Lê Anh Quân (2013)
ASIA CDCS 52: Nguồn Sáng Linh Thiêng - Lê Quốc Tuấn
ASIA CDCS 53: Ngoại Ô Đèn Vàng - Huỳnh Phi Tiễn
ASIA CDCS 54: Tình Hờ - Nguyên Khang
ASIA CDCS 55: Nửa Đêm Biên Giới - Đăng Vũ
ASIA CDCS 56: Biển Tình - Y Phương, Đặng Thế Luân (2014)
ASIA CDCS 57: Yêu Nhau Bốn Mùa - Nhiều ca sĩ
ASIA CDCS 58: Tìm Nhau - Trúc Mi (2015)
ASIA CDCS 59: Tuyệt Phẩm Song Ca - Lạy Mẹ Con Đi - Tường Nguyên, Tường Khuê (2015)
ASIA CDCS 60: Lạy Trời Con Được Bình Yên - Đăng Vũ
ASIA CDCS 61: Tình Duyên Mùa Nước Nổi - Nhiều ca sĩ (2015)
ASIA CDCS 62: Thánh Ca Dâng Mẹ - Hà Thanh Xuân (2015)
ASIA CDCS 63: Những Tuyệt Tác Hay Nhất Về Tâm Linh - Nụ Thương - Ngọc Huyền
ASIA CDCS 64: Hai Khung Trời Hoài Niệm - Nguyên Khang
ASIA CDCS: Kỳ Anh Trở Về Cát Bụi 4 - Về Miền Đất Lạnh - Nhiều ca sĩ (1997)
ASIA CDCS: Sao Không Thấy Anh Về - Băng Tâm
ASIA CDCS: Em Vẫn Hoài Yêu Anh - Băng Tâm
ASIA CDCS: Đêm Sầu Đâu - Băng Tâm
ASIA CDCS: Đính Ước - Trúc Mi - Đặng Thế Luân
ASIA CDCS: Đêm Trao Kỷ Niệm - Nhiều ca sĩ
ASIA CDCS: Tình Ca Dâng Mẹ - Đèn Khuya - Đặng Thế Luân
ASIA CDCS: Không Bao Giờ Quên Em - Nhật Lâm (2016)
ASIA CDCS: Nonstop Remix Những Tình khúc Bất Tử - Nhật Lâm (2016)
ASIA CDCS: Giọt Lệ Sầu - Đăng Vũ (2016)
ASIA CDCS: Tâm Sự Người Lính Đồn Xa - Đăng Vũ (2016)
ASIA CDCS: Tôi Sẽ Về - Đặng Thế Luân
ASIA CDCS: Mong Telephone Anh - Lê Quốc Tuấn
ASIACDCS: Nhớ - Y Phương
ASIA CDCS: The Best Of Bảo Tuấn - Bảo Tuấn
ASIA CDCS: The Best Of Thiên Trang - Thiên Trang
ASIA CDCS: The Best Of Sơn Tuyền - Sơn Tuyền
ASIA CDCS: Asia Tứ Quý - Thanh Tuyền - Thanh Thuý - Hoàng Oanh - Phương Dung
ASIA CDCS: Asia Tứ Quý Đặc Biệt - Thanh Thuý - Hoàng Oanh - Thanh Tuyền - Phương Dung (2016)
ASIA CDCS: The Best Of Thanh Tuyền - Tạ Từ Trong Đêm - Thanh Tuyền (2016)
ASIA CDCS: The Best Of Lệ Thu From Asia - Lệ Thu (2016)
ASIA CDCS: Đưa Em Vào Hạ - Nhiều ca sĩ (2016)
ASIA CDCS: The Best Of Asia Vol. 1 - Đò Dọc - Thanh Tuyền - Sơn Tuyền (2016)
ASIA CDCS: The Best Of Asia Vol. 2 - Chiều Hành Quân - Nhiều ca sĩ (2016)
ASIA CDCS: The Best Of Asia Vol. 3 - Nhạc Tiền Chiến - Nhiều ca sĩ (2016)
ASIA CDCS: Tình Ca 30 Năm Anh Bằng - Trong Cõi Tình Ta - Nga My (2019)
ASIA CDCS: Anh Bằng Những Chuyện Tình - Huệ Thy (2019)
ASIA CD: Làn Gió Mới Vol.1 (trích từ ASIA 80)
ASIA CD: Làn Gió Mới Vol.2 (trích từ ASIA 80)
ASIA CD: Màu Áo Hoa Rừng (trích từ ASIA Golden 5)
ASIA CD: Nếu Đời Không Có Anh (trích từ ASIA Golden 5)
ASIA CD: Mẹ Fatima Vol.1 (trích từ ASIA Mẹ Fatima)
ASIA CD: Mẹ Fatima Vol.2 (trích từ ASIA Mẹ Fatima)
ASIA CD: Vẫn Còn Mùa Xuân Cho Em (trích từ ASIA 81)
ASIA CD: Định Mệnh (trích từ ASIA 81)